# Neoctenus peruvianus
Neoctenus peruvianus là một loài nhện trong họ Trechaleidae.
Loài này thuộc chi Neoctenus. Neoctenus peruvianus được Ralph Vary Chamberlin miêu tả năm 1916.